# Carolina de Gloucester
Carolina Augusta Maria de Gloucester (24 de junho de 1774 - 14 de março de 1775) foi membro da família real britânica, bisneta do rei Jorge II, sobrinha do rei Jorge III e filha do príncipe Guilherme Henrique, duque de Gloucester e Edimburgo, e da sua esposa, Maria Walpole, filha de Sir Edward Walpole e da sua amante, Dorothy Clement.

## Nascimento e Baptizado
A princesa Carolina nasceu em Gloucester House, em Piccadilly Street, Londres. O seu pai era o príncipe Guilherme Henrique, duque de Gloucester e Edimburgo, terceiro filho do príncipe de Gales, e a sua mãe era a duquesa de Gloucester, antes duquesa Waldrave, nascid Walpole. Foi baptizada em privado, vinte-e-nove dias depois de nascer, com os nomes de Carolina Augusta Maria. Os seus padrinhos foram o rei Frederico I de Württemberg, seu uncle-in-law, a duquesa Augusta de Brunswick-Wolfenbüttel, sua tia paterna, e a duquesa de Gloucester, sua mãe.

## Morte
No início de Março de 1775, o duque de Gloucester e Edimburgo ficou gravemente doente com varíola. Estava com a saúde tão fragilizada que decidiu viajar para o estrangeiro, achando que uma mudança de cenário seria benéfica. Contudo, antes de partir, quis certificar-se de que as suas filhas não sofreriam como ele, por isso ordenou que a princesa Sofia e princesa Carolina fossem vacinadas contra a varíola, o que aconteceu a 3 de Março. A princesa Sofia, que tinha dois anos de idade na altura, sobreviveu e pensasse que não terá sofrido efeitos secundários. Contudo, a princesa Carolina ficou gravemente doente dez dias depois, a 13 de Março, sofrendo de ataques e desmaios. A princesa morreu a 14 de Março, quase com nove meses de idade. O seu corpo encontra-se enterrado na Capela de São Jorge, no Castelo de Windsor.